# Kévin Théophile-Catherine
Kévin Théophile-Catherine (Saint-Brieuc, 28 oktober 1989) is een Frans voetballer die bij voorkeur als centrale verdediger speelt. Hij verruilde in AS Saint-Étienne in juni 2018 voor GNK Dinamo Zagreb.

## Clubcarrière
Théophile-Catherine werd op zijn veertiende opgenomen in de jeugdopleiding van Stade Rennais. Daarvoor debuteerde hij op 24 augustus 2008 in de hoofdmacht in een wedstrijd om de Coupe de la Ligue tegen Le Mans. Op 1 mei 2009 tekende hij zijn eerste profcontract bij Rennais. Théophile-Catherine speelde op 17 oktober 2009 onder Frédéric Antonetti zijn eerste wedstrijd in de Ligue 1. Hij startte in de basis van Rennais tegen Lille OSC en slaagde erin om samen met de rest van de verdediging geen enkel doelpunt te slikken die wedstrijd. Tijdens het seizoen 2010/11 veroverde hij een basisplaats. In dat seizoen scoorde hij ook twee doelpunten.
Théophile-Catherine verhuisde in 2013 naar Cardiff City. Daarmee degradeerde hij in zijn eerste seizoen bij de club uit de Premier League. Cardiff verhuurde hem gedurende het seizoen 2014-2015 vervolgens aan AS Saint-Étienne.
Vervolgens tekende de Fransman een driejarig contract met AS Saint-Étienne in juni 2015. Daar speelde hij in drie seizoenen bijna tachtig wedstrijden, waarna hij in juni 2018 een contract tekende bij GNK Dinamo Zagreb.

## Clubstatistieken
| Seizoen     | Club               | Competitie       | Competitie | Competitie | Competitie | Beker | Beker | Beker | Europa | Europa | Europa | Totaal | Totaal | Totaal |
| Seizoen     | Club               | Competitie       | Wed.       | Dlp.       | Ass.       | Wed.  | Dlp.  | Ass.  | Wed.   | Dlp.   | Ass.   | Wed.   | Dlp.   | Ass.   |
| ----------- | ------------------ | ---------------- | ---------- | ---------- | ---------- | ----- | ----- | ----- | ------ | ------ | ------ | ------ | ------ | ------ |
| 2008/09     | Stade Rennais      | Ligue 1          | 0          | 0          | 0          | 2     | 0     | 1     | -      | -      | -      | 2      | 0      | 1      |
| 2009/10     | Stade Rennais      | Ligue 1          | 2          | 0          | 0          | 1     | 0     | 0     | -      | -      | -      | 3      | 0      | 0      |
| 2010/11     | Stade Rennais      | Ligue 1          | 26         | 2          | 0          | 4     | 0     | 0     | -      | -      | -      | 30     | 2      | 0      |
| 2011/12     | Stade Rennais      | Ligue 1          | 36         | 0          | 0          | 4     | 0     | 0     | 6      | 0      | 1      | 46     | 0      | 1      |
| 2012/13     | Stade Rennais      | Ligue 1          | 29         | 1          | 2          | 4     | 0     | 0     | -      | -      | -      | 33     | 1      | 2      |
| 2013/14     | Stade Rennais      | Ligue 1          | 3          | 0          | 0          | 0     | 0     | 0     | -      | -      | -      | 3      | 0      | 0      |
| Club totaal | Club totaal        | Club totaal      | 96         | 3          | 2          | 15    | 0     | 1     | 6      | 0      | 1      | 117    | 3      | 4      |
| 2013/14     | Cardiff City       | Premier League   | 28         | 0          | 0          | 2     | 0     | 0     | -      | -      | -      | 30     | 0      | 0      |
| 2014/15     | Cardiff City       | EFL Championship | 0          | 0          | 0          | 1     | 0     | 0     | -      | -      | -      | 1      | 0      | 0      |
| Club totaal | Club totaal        | Club totaal      | 28         | 0          | 0          | 3     | 0     | 0     | 0      | 0      | 0      | 31     | 0      | 0      |
| 2014/15     | → AS Saint-Étienne | Ligue 1          | 31         | 0          | 0          | 6     | 0     | 0     | 5      | 0      | 0      | 42     | 0      | 0      |
| 2015/16     | AS Saint-Étienne   | Ligue 1          | 22         | 1          | 1          | 3     | 0     | 0     | 6      | 0      | 0      | 31     | 1      | 1      |
| 2016/17     | AS Saint-Étienne   | Ligue 1          | 31         | 0          | 2          | 1     | 0     | 0     | 10     | 0      | 0      | 42     | 0      | 2      |
| 2017/18     | AS Saint-Étienne   | Ligue 1          | 25         | 0          | 0          | 2     | 0     | 1     | -      | -      | -      | 27     | 0      | 1      |
| Club totaal | Club totaal        | Club totaal      | 109        | 1          | 3          | 12    | 0     | 1     | 21     | 0      | 0      | 142    | 1      | 4      |
| 2018/19     | Dinamo Zagreb      | 1.HNL            | 14         | 1          | 0          | 3     | 0     | 0     | 15     | 0      | 0      | 32     | 1      | 0      |
| 2019/20     | Dinamo Zagreb      | 1.HNL            | 21         | 1          | 0          | 0     | 0     | 0     | 5      | 0      | 2      | 26     | 1      | 2      |
| 2020/21     | Dinamo Zagreb      | 1.HNL            | 27         | 1          | 0          | 4     | 0     | 0     | 12     | 0      | 0      | 43     | 1      | 0      |
| 2021/22     | Dinamo Zagreb      | 1.HNL            | 10         | 0          | 0          | 1     | 0     | 0     | 13     | 0      | 1      | 24     | 0      | 1      |
| Club totaal | Club totaal        | Club totaal      | 72         | 3          | 0          | 8     | 0     | 0     | 45     | 0      | 3      | 125    | 3      | 3      |
| TOTAAL      | TOTAAL             | TOTAAL           | 305        | 7          | 5          | 38    | 0     | 2     | 72     | 0      | 4      | 415    | 7      | 11     |

## Interlandcarrière
Théophile-Catherine speelde vier wedstrijden voor Frankrijk -20 en kwam eenmaal uit voor Frankrijk -21.